# Club Necaxa
Club Necaxa är en mexikansk fotbollsklubb. Laget spelar sina hemmamatcher på Estadio Victoria och stadion har en totalkapacitet på drygt 25 500 platser.